# Джереми Стайг
Джереми Стайг (на английски: Jeremy Steig) е американски флейтист.

## Биография
Син е на Уилям Стайг – художник на комикси, и Елизабет (Мийд) Стайг – деканка на Департамента по изящни изкуства в Лесли Колидж. Стайг е племенник по майчина линия на Маргарет Мийд и Лио Ростен, както и братовчед на Мери Катрин Бейтсън. Стайг е работил като художник и графичен дизайнер.
На 19-годишна възраст Стайг попада в пътнотранспортно произшествие, което го парализира в лявата му страна. След това се научава да свири на флейта със специален наустник.
Започва в мейнстрийм джаза, където прави албуми с Бил Евънс и Дени Зайтлин. Пробива в джаз-рок фюжъна в края на 1960-те и началото на 1970-те години, включително в недълготрайната група „Джереми и Сатирс“, където се изявяват още Уорън Бърнхарт, Еди Гомес и Ейдриън Гилъри.
Албумът Energy на Стайг, който по-късно е пуснат с добавен материал, включва кийбордиста Ян Хамер и контрабасиста Еди Гомес, и по-късно е записан в Електрик Лейди Студиос при инженера на Джими Хендрикс, Еди Крамър. Стайг записва и флейта на колосалния запис на Питър Уокър, Rainy Day Raga, където има смес от индийска и американска фолк музика.
Стайг адресира тоналните рестрикции на инструмента си, като употребява „модерни“ акустични техники (гласова мултифоничност и обертонове, подобни на Рахсан Роланд Кърк), както и цял инвентар от инструменти от семейството на флейтите, от пиколо до бас флейта (включително неясния алт пиколо от времето на Сауса), често овърдъбнати и мултипистови.
Неговата Howlin' For Judy от Legwork (1970) е семплирана в Sure Shot (1994) на „Бийсти Бойс“, където е основен инструментал в песента.
Стайг играе ролята на Гайдаря, изключително и само на флейта, във филма „Шрек завинаги“.
Музикантът живее в Япония със съпругата си Асако.